# Pasquale Borrelli
Pasquale Borrelli (Tornareccio, 8 de julio de 1782 – Nápoles, 13 de abril de 1849) fue un jurista y filósofo italiano.

## Biografía
Hijo del médico Gaudenzio Borrelli y de su esposa, Concetta D'Antonio, estudió en el colegio de los Escolapios de Chieti. En noviembre de 1798 se trasladó a Nápoles donde estudió física y medicina. Después empezó los estudios de jurisprudencia y abogacía. Se adhirió a la República Partenopea y por ello en 1799 hubo de exiliarse.
En 1803 publicó Principia zoognosiae. En ese año fue contratado como profesor de Ciencias Naturales en el hospital de S. Giacomo de los Españoles en Nápoles. En 1809 fue nombrado secretario general de la Comisión que abolió el feudalismo. Fue juez de apelación desde 1813 a 1817.
En 1820 fue elegido por la circunscripción de Chieti diputado al Parlamento nacional del Reino de las Dos Sicilias. Tras la restauración, fue arrestado el 20 de abril de 1821 y se exilió en el agosto del mismo año. Durante los tres años de exilio vivió en Graz, Baden, Trieste y Florencia. Estudió filosofía y publicó algunas obras filosóficas, bajo la anagrama de Pirro Lallebasque. Aprendió alemán, lo que le permitió conocer de primera mano los escritos de importantes filósofos europeos.
En 1825 pudo volver del exilio a Nápoles pero durante dos años fue vigilado por la policía política. Volvió a los estudios y a la actividad forense.
Fue miembro de la Academia italiana de Livorno, de la Academia de Ciencias de la Sociedad Real de Nápoles, del Instituto Histórico de Francia y de la Academia Pontaniana. Escribió para periódicos como Lucifero, Progreso delle scienze delle Lettere e delle Arti, Museo, Giornale abruzzese.
Tras su muerte, el foro napolitano descubrió en su memoria un busto de mármol en el Castel Capuano, hoy sede del Tribunal Civil de Nápoles.

## Obras
- Monumenti poetici alla memoria di Rosina Scotti, Nápoles, Domenico Chianese, 1808.[1]
- Memorie legali di Pasquale Borrelli avvocato napolitano, Nápoles, Tipografia Angelo Trani, 1818.[2]
- Introduzione alla filosofia naturale del pensiero, Lugano, Tipografia Vanelli, 1824.[3]
- Principii della genealogia del pensiero, Lugano, Tipografia Vanelli, 1825-29.[4]
- Opere filosofiche del sig. Pirro Lallebasque, Lugano, Ruggia, 1830.
- Intorno a' Principii dell'Arte Etimologica. Discorso di Pasquale Borrelli. Piacenza: F.lli Del Majno. 1834. p. 320.
- Della relazione de' tricocefali co'l colera di Napoli, Nápoles, Saverio Starita 1836.[5]
- Discorso su la guerra considerata nelle sue relazioni morali o sia di alcune moderne teoriche intorno alla guerra, Mendrisio 1841.
- Casi memorabili antichi e moderni del regno di Napoli ricavati dagli autografi del fu conte Radowski, Grünbach, Toblents 1842.[6]
- Su la successione de' figli naturali alla madre secondo le leggi del Regno delle Due Sicilie, Nápoles 1844.
- Su di alcune quistioni transitorie di procedura civile: dissertazione dell'avv. Pasquale Borrelli, Nápoles, 1844.
- Della interpretazione nel diritto civile romano e moderno trattato dall'avv. Pasquale Borrelli, Nápoles, 1848.

## Otros proyectos
- Wikimedia Commons alberga una categoría multimedia sobre Pasquale Borrelli.